# Svendborgsundbroen
Svendborgsundbroen er en bjælkebro mellem Svendborg på Sydfyn og Vindeby på Tåsinge, som blev opført 1963-66 og indviet den 18. november 1966 af tronfølgeren, prinsesse Margrethe. Broen er 1.225 m lang, og gennemsejlingshøjden er 33 m.
Sammen med Siødæmningen/Siøsundbroen (1959) og Langelandsbroen (1962) betød Svendborgsundbroen, at også Siø og Langeland blev landfaste med Fyn.
- Længde: 1.220 meter
- Bredde: 14,1 meter
- Gennemsejlingshøjde: 33 meter
- Gennemsejlingsbredde: 90 meter
- Byggeperiode: 1963 – 1966
- Indvielsesdato: 18. november 1966
- Bilspor: 2
- Togspor: ingen
- Cykelstier: 2
- Fortove: 2

55°2′50.11″N 10°36′10.21″Ø / 55.0472528°N 10.6028361°Ø